# Liste der denkmalgeschützten Objekte in Jagerberg
Die Liste der denkmalgeschützten Objekte in Jagerberg enthält die 9 denkmalgeschützten, unbeweglichen Objekte der Gemeinde Jagerberg im steirischen Bezirk Südoststeiermark.

## Denkmäler
| Foto |                 | Denkmal                                                            | Standort                                  | Beschreibung | Metadaten |
| ---- | --------------- | ------------------------------------------------------------------ | ----------------------------------------- | --- | --- |
| ja   | Datei hochladen | Rathaus, Paulhaus HERIS-ID: 32501 Objekt-ID: 29611                 | Jagerberg 1 Standort KG: Jagerberg        | | BDA-Hist.: Q37948304 Status: § 2a Stand der BDA-Liste: 2025-06-30 Name: Rathaus, Paulhaus GstNr.: 200/3                                                                      |
| ja   | Datei hochladen | Kriegerdenkmal HERIS-ID: 32504 Objekt-ID: 29614                    | Standort KG: Jagerberg                    | | BDA-Hist.: Q37948343 Status: § 2a Stand der BDA-Liste: 2025-06-30 Name: Kriegerdenkmal GstNr.: 202/2 Kriegerdenkmal Jagerberg                                                |
| ja   | Datei hochladen | Kapelle HERIS-ID: 32506 Objekt-ID: 29616                           | Standort KG: Jagerberg                    | Das Altarbild der hl. Notburga stammt aus der Mitte des 18. Jahrhunderts. | BDA-Hist.: Q37948363 Status: § 2a Stand der BDA-Liste: 2025-06-30 Name: Kapelle GstNr.: .1/1                                                                                 |
| ja   | Datei hochladen | Kath. Pfarrkirche hl. Andreas HERIS-ID: 32525 Objekt-ID: 29641     | Standort KG: Jagerberg                    | Die Pfarrkirche ist ein gotischer Bau mit spätbarocken Erweiterungen und steht weithin sichtbar auf einem Höhenrücken. Beim südöstlichen Kirchhofportal sind noch Reste der alten Wehrmauer erhalten. Dem dreijochigen Langhaus mit Netzrippengewölbe wurde 1770 ein gleich breiter zweijochiger Chor angefügt, zugleich auch der quadratische Westturm erhöht. Vom ersten Chorjoch gehen nach Norden und Süden zwei Kapellen aus. Die Inneneinrichtung stammt aus der Zeit des spätbarocken Umbaus. | BDA-Hist.: Q37948527 Status: § 2a Stand der BDA-Liste: 2025-06-30 Name: Kath. Pfarrkirche hl. Andreas GstNr.: .1/1 Pfarrkirche Jagerberg                                     |
| ja   | Datei hochladen | Bildstock HERIS-ID: 32548 Objekt-ID: 29664                         | Standort KG: Lugitsch                     | | BDA-Hist.: Q37948613 Status: § 2a Stand der BDA-Liste: 2025-06-30 Name: Bildstock GstNr.: 1642/3                                                                             |
| ja   | Datei hochladen | Fastlkapelle HERIS-ID: 32562 Objekt-ID: 29678                      | Pöllau 6, bei Standort KG: Unterzirknitz  | Der eineinhalb-jochige platzlgewölbte Bau hat einen dreiseitig polygonalen Chorschluss. Der Turm an der Giebelfront springt etwas vor und hat einen geschwungenen Pyramidenhelm. Der Sturz des steingerahmten Rechteckportals ist mit 1847 bezeichnet; darüber eine rundbogige Figurennische mit Pietà. Die Fassadengliederung erfolgt durch Lisenen und Pilaster. Im Inneren ein neobarocker Altaraufsatz und Scheinarchitektur im Chor. | BDA-Hist.: Q37948675 Status: Bescheid Stand der BDA-Liste: 2025-06-30 Name: Fastlkapelle GstNr.: .123                                                                        |
| ja   | Datei hochladen | Ortskapelle hl. Antonius v. Padua HERIS-ID: 32604 Objekt-ID: 29723 | Standort KG: Wetzelsdorf                  | | BDA-Hist.: Q37948806 Status: § 2a Stand der BDA-Liste: 2025-06-30 Name: Ortskapelle hl. Antonius v. Padua GstNr.: .82 Kapelle Wetzelsdorf                                    |
| ja   | Datei hochladen | Hügelgräber Mitterbachwald HERIS-ID: 32610 Objekt-ID: 29729        | Mitterbachwald Standort KG: Wetzelsdorf   | | BDA-Hist.: Q37948824 Status: Bescheid Stand der BDA-Liste: 2025-06-30 Name: Hügelgräber Mitterbachwald GstNr.: 1103/8, 1103/9                                                |
| ja   | Datei hochladen | Hügelgräberfeld Ungerdorfer Wald HERIS-ID: 32611 Objekt-ID: 29730  | Ungerdorfer Wald Standort KG: Wetzelsdorf | Das Hügelgräberfeld weist die stattliche Zahl von ca. 70 Tumuli auf und steht seit 1992 unter Denkmalschutz. Das Hügelgräberfeld hat eine Ausdehnung von 300 × 50 m und ist beinahe exakt in Ost-West ausgerichtet. Die größeren Grabhügel liegen im östlichen und mittleren Bereich. Die Größe der einzelnen Grabhügel variiert von einem halben Meter bis zu zwei Metern in der Höhe sowie 7 bis 14 Metern im Durchmesser. Zahlreiche Tumuli weisen Spuren von Raubgrabungen auf. Am Nordrand des Gräberfeldes führte die Anlage einer Forststraße wohl zur Zerstörung einiger Tumuli. Der Größe der Grabhügel und ihrer Anordnung nach dürfte die Nekropole in die römische Kaiserzeit zu datieren sein. Im Süden begleitet eine Geländeformation (von je einem halben Meter Höhe bzw. Tiefe) das Gräberfeld. Eine mögliche Interpretation als Wallgrabenanlage würde allerdings eine für die Römerzeit in dieser Gegend eher unübliche Gräberfeldbegrenzung darstellen. | BDA-Hist.: Q37948844 Status: Bescheid Stand der BDA-Liste: 2025-06-30 Name: Hügelgräberfeld Ungerdorfer Wald GstNr.: 393/2, 402, 401, 477, 479, 398, 468, 403, 400, 404, 476 |